# 58709 Дзеноколо
58709 Дзеноколо (58709 Zenocolò) — астероїд головного поясу, відкритий 14 лютого 1998 року.
Тіссеранів параметр щодо Юпітера — 3,170.